# Арриги, Джованни
Джова́нни Арри́ги (итал. Giovanni Arrighi; 7 июля 1937, Милан — 18 июня 2009, Балтимор, Мэриленд) — итальянский экономист и социолог, один из ярких представителей мир-системного анализа. Именной профессор Университета Джонса Хопкинса (с 2009).
Магнум опус - "Долгий XX век".

## Биография
Сын, внук и правнук швейцарских банкиров и миланских коммерсантов; вырос в Милане. Когда ему было 18-ть, его отец погиб в автокатастрофе.
В 1960 году закончил обучение по специальности «экономика» в Университете Боккони в Милане, как доктор. Затем работал в транснациональной фирме Unilever. (Вспоминал: "Сначала я пытался управлять бизнесом моего отца, который был относительно небольшим. Потом я написал диссертацию о бизнесе моего деда, который был покрупнее — компания среднего размера. Однако я поссорился с дедушкой и ушел в Unilever".)
В 1963 году отправился в Африку, где начал преподавать в университете Родезии. В июле 1966 года арестован (как отмечают, это произошло вследствие того, что он "присоединился к какой-то политической деятельности в кампусе, выступающей за независимость"), затем депортирован.
С 1966 года в Университете Дар-эс-Салама в Танзании. Там он познакомился с Луизой Пассерини, вместе с которой они будут в числе соучредителей в 1969 году Группы Грамши (Gruppo Gramsci; организация "создавала рабочие коллективы на фабриках с целью создания грамшианской органической интеллигенции") в Италии, а также Иммануилом Валлерстайном.
Вернулся в Италию в 1969 году, в течение двух лет преподавал социологию в Университете Тренто (вспоминал, что его назначение туда стало "частью попытки усмирить студенческое движение, наняв радикала"), а затем два года преподавал в качестве научного сотрудника в Высшей школе образования по социологии в Милане. С 1973 года профессор социологии в учрежденном годом ранее Университете Калабрии (Козенца).
В 1979 году переезжает в США и присоединяется к основанному И. Валлерстайном Центру Фернана Броделя при Университете штата Нью-Йорк в Бингемтоне. С 1998 года профессор социологии в Университете Джонса Хопкинса, куда перебрался по приглашению Иммануила Валлерстайна и Теренса Хопкинса. В 2003-2006 завкаф.
В июле 2008 года у него диагностировали рак. От этой болезни он и скончался.

### Критика
Как отмечает С. Правосудов: "Одним из самых известных продолжателей дела Валлерстайна стал Джованни Арриги. Он дополнил перечень гегемонов мир-системы еще одним, самим ранним звеном – Генуей. Этот тезис приняли далеко не все представители мир-системного анализа... Генуя была крупным торговым и финансовым центром, но говорить о том, что она могла диктовать свою волю остальному миру не приходится. Почему Арриги считает иначе? Может быть, объяснение в том, что он итальянец и продвигает таким образом свой патриотизм?"

Кристофер Чейз-Данн отмечает, что "внимание Арриги к «теневой сфере», которая представляет собой сотрудничество между финансовым капиталом и гегемонической государственной властью, также в значительной степени отсутствует в подходе Валлерстайна", а потому работа Арриги The Long 20th Century (1994) взаимодополнима с трудом Валлерстайна о Мир-Системе (1974), раскрывая вопрос генезиса современного капитализма.

## Публикации
- Долгий двадцатый век. Деньги, власть и истоки нашего времени = Il lungo XX secolo: denaro, potere e le origini del nostro tempo. — М.: Территория будущего, 2007. — 472 с. ISBN 5-91129-019-7
- Адам Смит в Пекине. Что получил в наследство XXI век = Adam Smith a Pechino: genealogie del ventunesimo secolo. — М.: Институт общественного проектирования, 2009. — 456 с. ISBN 978-5-903464-05-0
- Динамика кризиса гегемонии // Свободная мысль — XXI. — 2005. — № 1.
- Утрата гегемонии I // Прогнозис. — 2005. — № 2.
- Утрата гегемонии II // Прогнозис. — 2005. — № 3.
- Неравенство в доходах на мировом рынке и будущее социализма // «Скепсис». — 2008. — № 5.
- Глобализация и историческая макросоциология // Прогнозис. — 2008. — № 2.
- Глобальное правление и гегемония в современной миросистеме // Прогнозис. — 2008. — № 3.
- 1989-й как продолжение 1968-го (в соавторстве с И. Валлерстайном и Т. Хопкинсом) // Неприкосновенный запас. — 2008. — № 4(60).
- Извилистые пути капитала — беседа Джованни Арриги и Дэвида Харви // Giovanni Arrighi and David Harvey. The Winding Paths of Capital. New Left Review. 56. March — April 2009. P. 61 — 94.